# Frontex
Frontex (av franskans frontières extérieures, yttre gränser), formellt Europeiska gräns- och kustbevakningsbyrån, är en europeisk myndighet för gräns- och kustbevakning inom Europeiska unionen. Som en del av den europeiska gräns- och kustbevakningen ansvarar Frontex tillsammans med de nationella gräns- och kustbevakningsmyndigheterna för övervakningen av Schengenområdets yttre gränser. Frontex har ett särskilt ansvar för att samordna de nationella myndigheternas arbete, men kan även vid särskilda situationer bistå dessa i det operativa arbetet med att utföra gränskontroller eller gränsövervakning.
Frontex inrättades av Europeiska unionens råd under 2004. Myndigheten påbörjade sin verksamhet den 3 oktober 2005. Som en följd av flyktingkrisen 2015 stärktes Frontex avsevärt, först 2016 och sedan 2019. Sedan den 1 januari 2021 har myndigheten en egen permanent operativ styrka som kan sättas in vid de yttre gränserna för att stödja de nationella myndigheterna.
Frontex leds av en verkställande direktör, som sedan december 2022 är Hans Leijtens. Myndigheten har sitt säte i Warszawa, Polen.

## Historia
Frontex inrättades av Europeiska unionens råd under 2004. Myndigheten påbörjade sin verksamhet den 3 oktober 2005. Under andra halvan av 2010 begärde Grekland som första medlemsstat hjälp från Frontex med övervakningen av den yttre gränsen till Turkiet. I februari 2011 begärde Italien motsvarande hjälp på grund av stora flyktingströmmar från Tunisien. Under 2016 förstärktes Frontex verksamhet avsevärt mot bakgrund av flyktingkrisen 2015, och omvandlades till den nuvarande Europeiska gräns- och kustbevakningsbyrån, dock behölls akronymen Frontex. Frontex befogenheter stärktes ytterligare genom en ny förordning i slutet av 2019, som bland annat innebar att Frontex fick en egen permanent operativ styrka med start den 1 januari 2021.
I januari 2021 började Frontex stående styrka av gränskontrollanter att verka. Samtidigt togs unionens första gemensamma uniform i bruk, med bland annat europeiska flaggan.

### Reform
Under 2019 antogs en ny förordning av Europaparlamentet och Europeiska unionens råd gällande Europeiska gräns- och kustbevakningen. Förordningen förstärker Frontex befogenheter och fastställer en plan för att 10 000 gränskontrolltjänstemän ska vara tillgängliga för Frontex insatser senast 2027. Samtidigt integrerades Europeiska gränsövervakningssystemet (Eurosur) i Frontex.
I juni 2021 mottog Frontex skarp kritik från Europeiska revisionsrätten, som menade att Frontex inte har förmåga att utföra sina kärnuppdrag och är dåligt förberett för att ta på sig de ytterligare uppgifter som myndigheten har getts. I februari 2024 presenterade Europeiska kommissionen en utvärdering av Frontex verksamhet där den menade att myndigheten utför sitt uppdrag väl, men att det fortfarande fanns vissa utmaningar.

## Ansvarsområde

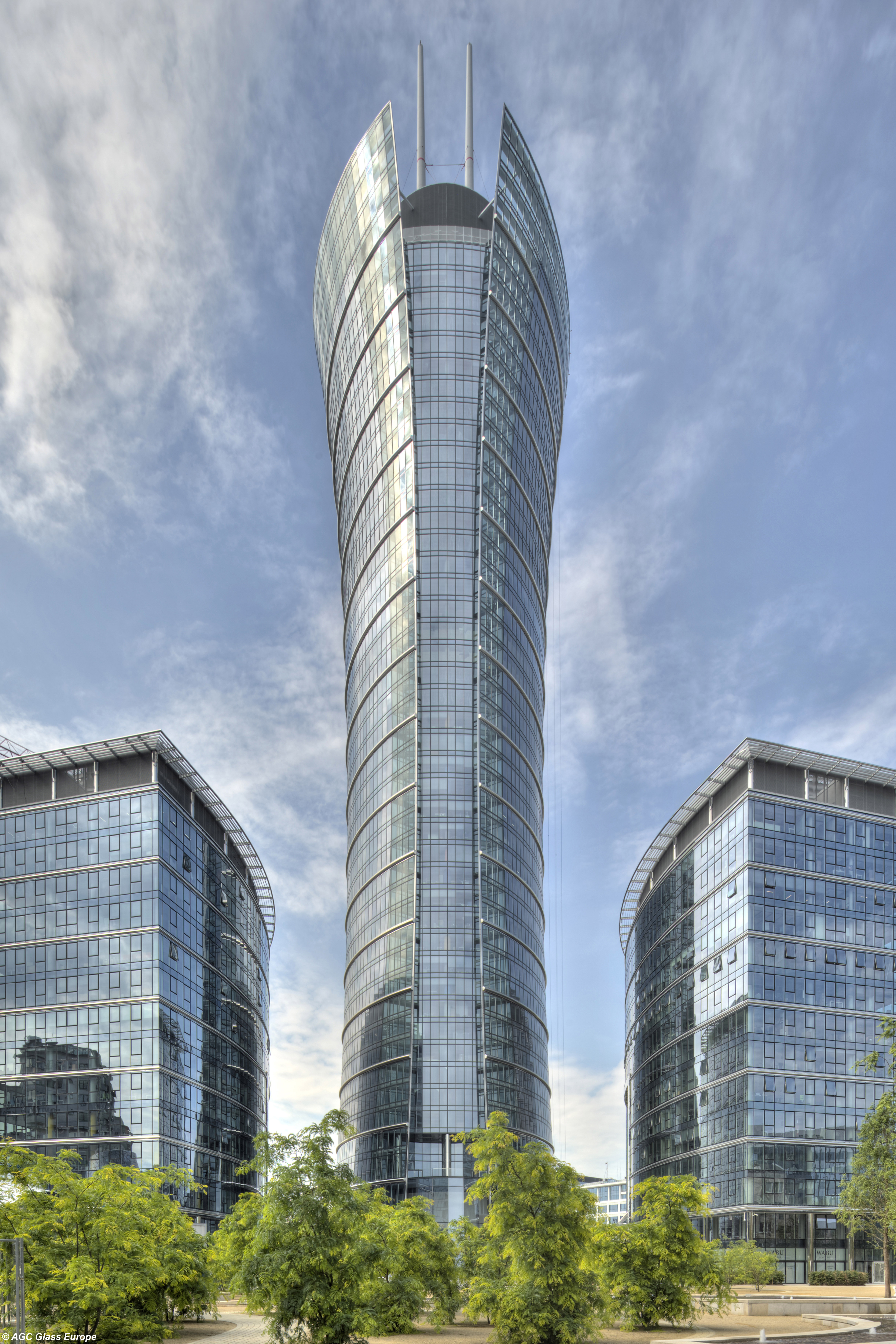
Frontex säte i Warszawa, Polen.

Frontex uppdrag är att bistå Europeiska unionens medlemsländer med att implementera EU:s regler om bevakning av yttre gränser och att samordna det medlemsländernas operationella gränsbevakningssamarbete. Varje medlemsland har förstås att kontrollera sina egna gränser, men byrån såg till att alla gjorde det med samma höga effektivitetsnorm.
Myndigheten sysslar i huvudsak med
- att samordna medlemsstaternas operativa samarbete av kontrollen av de yttre gränserna,
- att bistå medlemsstaterna med utbildning av nationella gränsvakter,
- att göra riskanalyser,
- att följa utvecklingen inom forskning som är relevant för kontroll och bevakning av yttre gränserer,
- att bistå medlemsstater vid omständigheter som fordrar större teknisk och operativ hjälpinsats vid de yttre gränserna och
- att stödja medlemsstaterna med nödvändig organisering av gemensamma återsändningsoperationer.

Genom inrättandet av den europeiska gräns- och kustbevakningen den 6 oktober 2016 tillkom ytterligare befogenheter för Frontex:
- att genomföra årliga stresstester av medlemsstaternas förmågor att skydda de yttre gränserna;
- att i nödsituationer kunna sätta in egna gräns- och kustbevakningsstyrkor på upp till 1500 personer;
- att sätta upp en pool av specialister för återförande av asylsökande till deras hemländer;
- att utföra operationer i länder som gränsar till åtminstone ett av de länder som ingår i Frontex;
- att dela information mellan medlemsstaternas underrättelsetjänster vad gäller kriminella personer som korsar de yttre gränserna;
- att träna gräns- och kustbevakningspersonal för medlemsstaternas myndigheter;
- att motta skriftliga klagomål rörande Frontex verksamhet i de fall det handlar om möjliga brott mot en persons grundläggande rättigheter.

## Organisation

### Verkställande direktörer
- Ilkka Laitinen 2005–2014
- Fabrice Leggeri 2015–2022
- Aija Kalnaja (t.f.) 2022
- Hans Leijtens 2022–

### Europeiska gräns- och kustbevakningen
Den europeiska gräns- och kustbevakningen är ett system av europeiska gräns- och kustbevakningar som inrättades den 6 oktober 2016. Det består dels av de nationella gräns- och kustbevakningarna, dels av en byrå inom Europeiska unionen, Frontex.
I december 2015 föreslog kommissionen att Frontex skulle utvecklas till en mer långtgående gräns- och kustbevakning. Bland annat föreslogs att den nya byrån skulle ha en egen gränsbevakningsstyrka och mandat att kunna bevaka en medlemsstats yttre gränser om brister upptäcks i gränsbevakningen.
Alla 30 medlemsstater inom Schengensamarbetet, inklusive Norge, Island, Liechtenstein och Schweiz liksom Cypern, deltar i Europeiska gräns- och kustbevakningen. Gräns- och kustbevakningen påbörjade sitt arbete under 2016, efter att ha godkänts av Europaparlamentet och Europeiska unionens råd. Av EU-länderna står Irland utanför. Förslaget om inrättandet av Europeiska gräns- och kustbevakningen antogs med bred majoritet i Europaparlamentet i början av juli 2016. Den socialistiska GUE/NGL-gruppen och den gröna G/EFA-gruppen motsatte sig förslaget.

#### Medlemsstaternas bidrag till den gemensamma gränsstyrkan
Nedan anges antalet gränsbevakare som respektive medlemsstat bidrar med till Europeiska gräns- och kustbevakningsbyrån:
| Medlemsstat   | Antal gränskontrollanter |
| ------------- | ------------------------ |
| Belgien       | 30                       |
| Bulgarien     | 40                       |
| Cypern        | 8                        |
| Danmark       | 29                       |
| Estland       | 18                       |
| Finland       | 30                       |
| Frankrike     | 170                      |
| Grekland      | 50                       |
| Irland        | Deltar ej                |
| Italien       | 125                      |
| Kroatien      | 65                       |
| Lettland      | 30                       |
| Litauen       | 39                       |
| Luxemburg     | 8                        |
| Malta         | 6                        |
| Nederländerna | 50                       |
| Polen         | 100                      |
| Portugal      | 47                       |
| Rumänien      | 75                       |
| Slovakien     | 35                       |
| Slovenien     | 19                       |
| Spanien       | 111                      |
| Sverige       | 17                       |
| Tjeckien      | 20                       |
| Tyskland      | 225                      |
| Ungern        | 65                       |
| Österrike     | 34                       |
| Island        | 2                        |
| Liechtenstein | 0                        |
| Norge         | 20                       |
| Schweiz       | 16                       |
| Totalt        | 1500                     |

### Avtal med tredjeländer
EU har ingått ett antal avtal med tredjeländer för att Europeiska gräns- och kustbevakningen ska kunna sättas in snabbt i samband med en kris i något grannland.

#### Albanien
Europeiska unionens råd beslutade den 12 februari 2019 att ingå ett statusavtal med Albanien. Avtalet trädde i kraft den 1 maj 2019. Den 18 november 2022 bemyndigade rådet EU att inleda förhandlingar om ett nytt statusavtal om Frontex operativa verksamhet. Avtalet undertecknades den 15 september 2023, och godkändes av Europeiska unionens råd den 12 april 2024. Avtalet trädde i kraft den 1 juni 2024 efter att ha ratificerats av alla parter.

#### Bosnien och Hercegovina
Rådet beslutade den 9 april 2019 att underteckna ett statusavtal med Bosnien och Hercegovina. Den 18 november 2022 bemyndigade rådet EU att inleda förhandlingar om ett nytt statusavtal om Frontex operativa verksamhet.

#### Moldavien
Rådet beslutade den 14 mars 2022 att bemyndiga förhandlingar om ett statusavtal med Moldavien. Den 17 mars 2022 bemyndigade rådet undertecknande av avtalet på unionens vägnar. Den 4 april 2022 beslutade rådet att ingå avtalet.

#### Montenegro
Rådet beslutade den 19 mars 2019 att underteckna ett statusavtal med Montenegro. Den 26 maj 2020 beslutade rådet att ingå statusavtalet. Avtalet trädde i kraft den 1 juli 2020. Den 18 november 2022 bemyndigade rådet EU att inleda förhandlingar om ett nytt statusavtal om Frontex operativa verksamhet. Ett nytt avtal slöts i maj 2023. Det godkändes av Europeiska unionens råd den 4 december 2023. Det nya avtalet träder i kraft 1 mars 2025.

#### Nordmakedonien
Rådet beslutade den 28 september 2018 att underteckna ett statusavtal med Nordmakedonien. I juli 2022 bemyndigade rådet förhandlingar om ett nytt statusavtal med Nordmakedonien. Den 13 oktober 2022 bemyndigade rådet undertecknandet av avtalet. Avtalet godkändes på EU:s vägnar den 24 februari 2023 och träder i kraft den 1 april 2023.

#### Serbien
Det finns ett förslag till statusavtal med Serbien. Den 26 maj 2020 beslutade Europeiska unionens råd att ingå avtalet. Avtalet trädde i kraft den 1 maj 2021. Den 18 november 2022 bemyndigade rådet EU att inleda förhandlingar om ett nytt statusavtal om Frontex operativa verksamhet. I slutet av maj 2024 beslutade Europeiska unionens råd att underteckna det nya avtalet med Serbien. Det undertecknades den 25 juni 2024.

#### Mauretanien
Rådet bemyndigade kommissionen att inleda förhandlingar om ett statusavtal med Mauretanien den 4 juli 2022.

#### Senegal
Rådet bemyndigade kommissionen att inleda förhandlingar om ett statusavtal med Senegal den 4 juli 2022.

## Europeiska integrerade gränsförvaltningen
Frontex ansvarar tillsammans med de nationella gränskontrollmyndigheterna för den europeiska integrerade gränsförvaltningen. Även om varje nationell myndighet ansvarar för sina egna yttre gränsavsnitt har samtliga myndigheter en skyldighet att samarbeta lojalt och utbyta information inom ramen för den europeiska gräns- och kustbevakningen. Syftet med den integrerade gränsförvaltningen är att myndigheterna ska arbeta gemensamt för att uppnå en högre nivå på gränsskydd och återvändande av tredjelandsmedborgare som olagligen uppehåller sig på medlemsstaternas territorier.